# Vaccinationsmotstånd

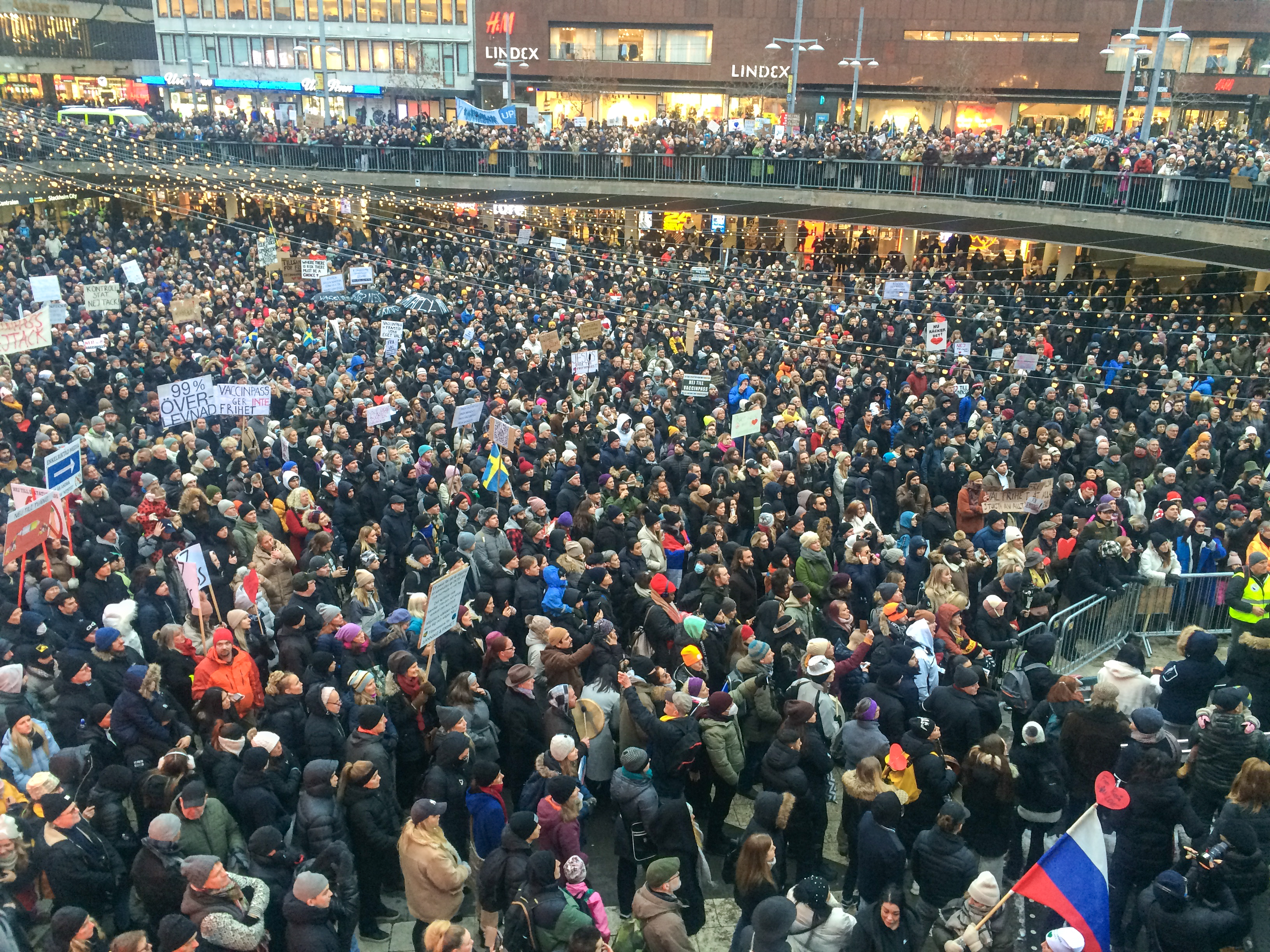
Manifestation mot vaccinpass på Sergels torg i Stockholm den 22 januari 2022.

Vaccinationsmotstånd betyder bristande acceptans eller vägran att vaccinera sig trots att vaccinationsservice finns tillgänglig.

## Definition
Enligt WHO definieras vaccinationsmotstånd som "fördröjning av acceptansen" eller vägran att vaccinera trots att vaccination är tillgänglig. En låg vaccinationsgrad räknas inte som motstånd om den beror på till exempel fattigdom, oacceptabla reseavstånd eller dålig kommunikation.

## Förekomst
Motstånd mot vaccinationer har en lång historia bakom sig. Redan 1871 organiserade oroliga föräldrar i Leicester en protest mot smittkoppsvaccination som ledde till att den obligatoriska vaccinationen i Storbritannien avskaffades. Enligt Världshälsoorganisationen (WHO) har antal fall av mässlingen ökat med 30 %, vilket delvis tillskrivs ett ökat vaccinationsmotstånd.

### Nordamerika
I Minnesota (USA) rapporterades 2017 ett utbrott av mässlingen där 79 människor insjuknade, i huvudsak barn, vilket delvis kan förklaras med en lägre vaccinationsgrad bland vissa grupper. Donald Trump är en av dem som drar en koppling mellan vaccin och autism och bjöd in vaccinmotståndaren Andrew Wakefield till sin inauguration ball.

### Europa
Globalt sett är Europa den del av världen där vaccinationsmotståndet är som störst. Unga är mer skeptiska till vaccin än äldre, vilket kan bero på att unga använder internet mer vilket och detta gör dem mer mottagliga för fejknyheter. Frankrike sticker ut som det land där folk har minst förtroende för influensavaccinet och landet tillhör tillsammans med Bulgarien och Polen de länder där befolkningen är mest misstänksam mot vaccination i allmänhet. Även i Tyskland och Österrike finns det en stor skepsis mot vaccination, i en opinionsundersökning angav 60 % av österrikarna att de är skeptiska. Motståndet finns framförallt bland högutbildade, vilket förklaras med att högutbildade i större utsträckning är vana att leta själva efter information på nätet och att ifrågasätta auktoriteter. Sedan 2010 har vaccinationen mot mässling, påssjuka och röda hund minskat i tolv europeiska länder, vilket bidrog till ett stort utbrott av mässlingen år 2017. 2018 dubblades antalet fall av mässlingen ytterligare och nådde 60 000, vilket är den högsta siffran på hela 2000-talet. 72 människor dog till följd av det. 84 % av dem som insjuknade i mässlingen hade inte fått något vaccin.

### Sverige

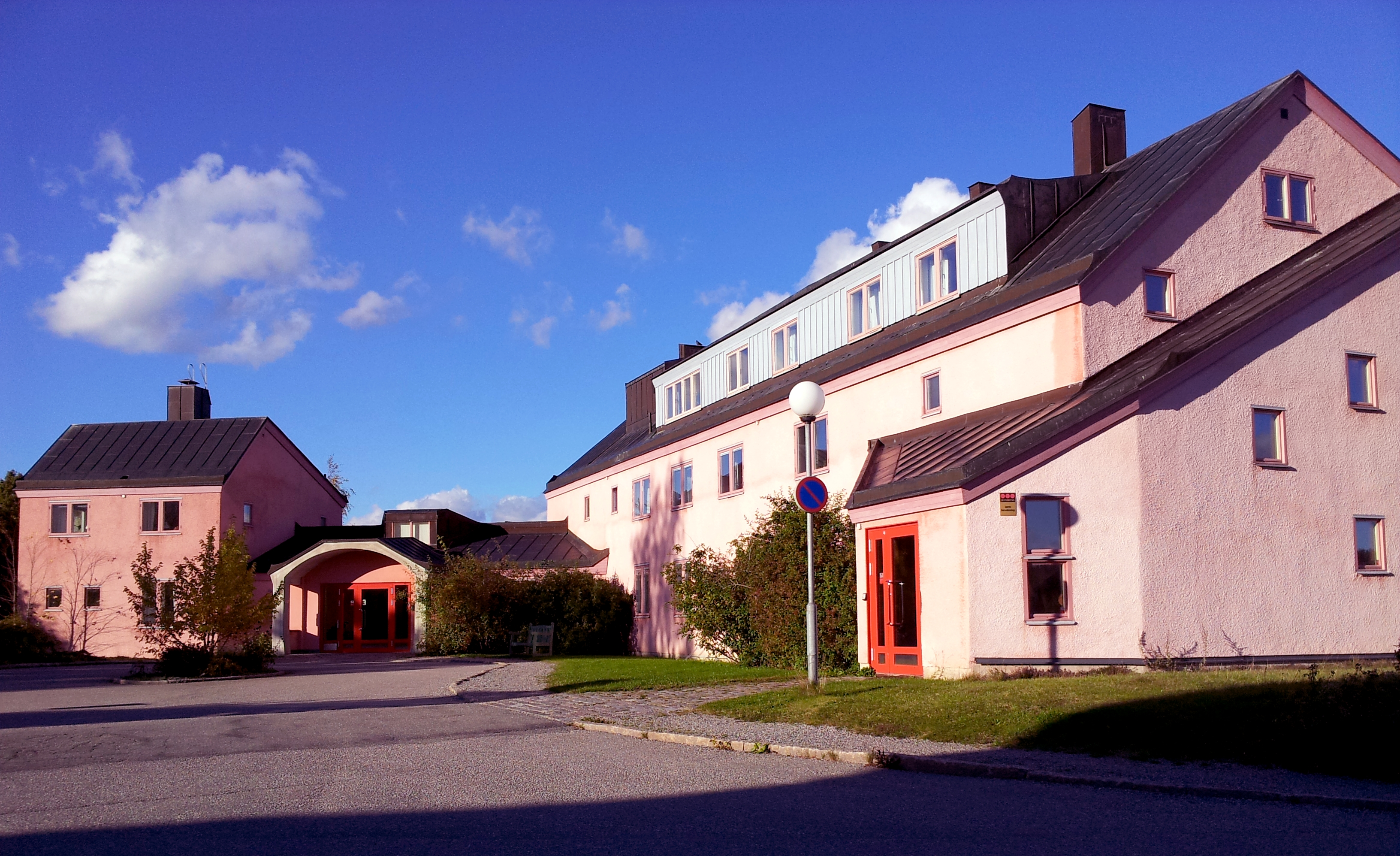
Vidarklinikens vårdcentral i Järna.

Sju procent av svenska befolkningen anser att riskerna med vaccination är större än nyttan. Samhället Järna söder om Stockholm, ibland även kallad för antroposofins centrum, är den ort som är känd för att ha en övergenomsnittligt stor andel föräldrar som avstår från att vaccinera sina barn. I Järna har sjukdomen röda hund brutit ut efter att sjukdomen har varit utrotad. Vaccinationsmotståndet fick ett uppsving efter rapporter om narkolepsi hos barn som hade fått vaccin mot svininfluensan. Vidarkliniken i Järna har anklagats för att motarbeta rekommendationerna för vaccinering, något som överläkaren på kliniken Ursula Flatters förnekar. De kritiska rösterna uppmärksammades på nytt i ett inslag i Studio Ett den 13 mars 2017 när Per Follin, smittskyddsläkare i Stockholms län, diskuterade med en hälsobloggare som intog en skeptisk hållning mot vaccin. I den efterföljande diskussionen ifrågasattes varför en bloggare fick samma talutrymme som en smittskyddsläkare, och radioprogrammet Medierna kritiserade Studio Ett för bristande bakgrundskontroll samt anklagade programmet för att erbjuda ett forum åt konspirationsteoretikerna. I Studio Ett den 14 mars 2017 tog statsepidemiologen Anders Tegnell de starka reaktionerna som ett belägg för att vaccination överlag har ett starkt stöd i Sverige. Tegnells uppfattning korresponderar med undersökningar som visar att cirka 87 % anger att vaccin är viktigt, vilket kan jämföras med EU-snittet som ligger på 83 %. Med en vaccinationsgrad på över 95 % när det gäller mässling, påssjuka och röda hund är Sverige ett av länderna som uppfyller den internationella målsättningen att utrota mässling.

## Orsaker bakom vaccinmotstånd
En möjlig orsak bakom vaccinationsmotståndet är fejknyheter som sprids via nätet. Eftersom unga är mer aktiva på nätet skulle det kunna förklara varför unga generellt sett är mer skeptiska och att deras skepticism bekräftas av det de läser på nätet. Även att högutbildade är mer skeptiska till vaccination kan ha sin förklaring i internetanvändning, eftersom högutbildade i större utsträckning är vana att leta själva efter information på nätet och att ifrågasätta auktoriteter. Dock visar studier att människor som letar efter information på nätet har en tendens att bli mer felinformerade.
Enligt EU:s kommissionär för hälsa Vytenis Andriukaitis beror vaccinmotståndet på att fejknyheter sprids av högerpopulister och andra grupper som vänder sig mot etablissemanget som till exempel Femstjärnerörelsen (M5S) i Italien och Kukiz’15 i Polen.
Cornelia Betsch på Erfurts universitet i Tyskland har framfört en mer grundläggande förklaring, nämligen att vaccination i sig skulle vara en bra grogrund för konspirationsteorier, eftersom den innebär att en frisk kropp tillförs en viss form av en sjukdom för att skydda mot någonting som kroppen inte tidigare varit i kontakt med. En bidragande förklaring kan vara att tidigare vaccinationsverksamhet lett till att många sjukdomar har försvunnit, vilket i sin tur har minskat rädslan för sjukdomarna och därmed minskat det upplevda behovet av vaccinering. I Sverige synes också uppkomst av narkolepsi till följd av vaccin mot svininfluensa bidragit till vaccinationsmotstånd.

## Vaccinmotståndarnas argument och motargument

### Vaccination sägs leda till autism
Ett återkommande argument bland vaccinationsmotståndare är att vaccination skulle leda till autism, någonting som även fick uppbackning av USA:s president Donald Trump som i ett twittermeddelande påstod att vaccination kan leda till autism.
Bakgrunden till påståendet härrör från en studie som genomfördes av ett team runt Andrew Wakefield och som publicerades i ansedda The Lancet i februari 1998. Wakefield påstod att det finns en länk mellan MPR-vaccinet och autism. Redan en månad senare ifrågasattes resultaten dock, bland annat för att enbart tolv barn ingick i studien. En granskning på 00-talet ledde till att Wakefield blev av med sin läkarlegitimation 2010, samt att artikeln från 1998 återkallades ("retraction"). Wakefields resultat uppmärksammas dock fortfarande av vissa föräldrar som inte accepterar vetenskaplig konsensus gällande orsakerna till autism.

### Vaccination sägs leda till följdsjukdomar
Följdsjukdomar i samband med vaccination är något som vissa vaccinationsmotståndare är oroliga för. Ett konkret exempel är "Cutter-incidenten" som inträffade 1955 i USA där 40 000 barn som precis hade fått poliovaccin utvecklade polio. 200 av dessa barn förlamades och tio dog. Ett av huvudproblemen var att Cutter Laboratories i Kalifornien snabbt ville få ut vaccinet på marknaden och att man därför slarvade i produktionsprocessen vilket ledde till att poliovaccin kom ut med fullt aktiva istället för försvagade virusstammar. Ett annat konkret exempel är vaccinet Pandemrix som användes mot svininfluensan och som ledde till hundratals fall av narkolepsi. Biträdande generaldirektör för WHO, Marie-Paule Kieny menar dock att denna händelse är ett beklagligt undantag och att det bara var ett av vaccinen som ledde till narkolepsi och att de andra vaccinen inte ledde till några allvarliga biverkningar. Statsepidemiologen Anders Tegnell anser att farhågorna för att få infektioner i samband med vaccination är tagna ur luften och att forskning visar att vaccination snarare skyddar mot andra infektioner.

### Vaccination sägs öka risken för allergier
Bland antroposofer är ett vanligt antagande att vaccinationer ökar risken för allergier och studier har visat att barn till antroposofiska föräldrar har mindre allergier samtidigt som de har en lägre vaccinationsgrad. Det är dock oklart om det finns något samband mellan vaccination och allergier. Att vaccination skulle leda till allergier avfärdades i en studie där man följde 460 barn upp till femårsåldern med och utan vaccination.

### Gömda eller okända ämnen i vaccin
Vissa vaccin innehåller små mängder Tiomersal, en kvicksilverförening, vilket har vållat oro bland föräldrar som inte förstår att kemiska föreningar och dess ingående grundämnen kan ha olika egenskaper. Det finns dock risk att Tiomersal kan brytas ned till skadliga ämnen när det kommer ut i naturen, så i Sverige togs Tiomersal bort från vacciner i det allmänna vaccinationsprogrammet 1993 på grund av allmän miljöhänsyn. Misstankar mot vaccin i fattiga länder fick ny näring när det avslöjades att underrättelsetjänsten CIA år 2011 hade utsänt medarbetare till Afghanistan som utgav sig för att vaccinera befolkningen, fast deras egentliga syfte var att samla in människors DNA för att kunna identifiera släktingar till Usama bin Ladin. Detta utnyttjades av religiösa ledare i regionen för att övertyga människor om att det finns ett dolt syfte med vaccin i allmänhet. Även innan denna skandal har det funnits rykten i exempelvis Indien och Nigeria att vaccin innehåller ämnen som steriliserar flickor.

### Det är bättre att genomgå en sjukdom på naturlig väg
Även argument såsom att det är "nyttigt" att gå igenom sjukdomen på naturlig väg är vanliga bland motståndare till vaccinering. Heidemarie Holzmann, professor i virologi, avfärdar argumentet att kroppen skulle stärkas av att gå igenom exempelvis mässling på ett "naturligt" sätt och säger att sjukdomen försvagar kroppen i flera år framöver. Doktor David Bardens menar att det inte finns några som helst bevis för att det skulle vara bättre att få en sjukdom på riktigt än att vaccineras och kallar beslutet att inte vaccinera för "dumt".

### Vaccin är inte så effektiva som det påstås
Vissa vaccinationsmotståndare argumenterar att vaccin är ineffektiva. Som bevis anges att vaccin inte skyddar helt emot sjukdomarna, till exempel vid mässling ligger graden av immunitet på 93 % efter första dosen och 97 % efter andra dosen. Därmed finns det alltså en liten andel människor som inte är skyddade mot sjukdomen trots vaccination. Dessutom har det förekommit utbrott av mässling i USA trots en relativt hög grad av vaccination som till exempel 2014 på Disneyland i USA när 131 människor insjuknade varav 25 fick mässling trots att de hade blivit vaccinerade. Vaccinförespråkare menar dock att utbrottet inte kan tas som bevis mot vaccin eftersom det är klarlagt att en liten andel av befolkningen inte blir immuna mot mässling trots vaccination. Dessutom menar de att 30 000 människor besöker Disneyland varje dag och att utbrottet varade fem dagar vilket ger 150 000 besökare och i det perspektivet, argumenteras det, är 131 fall av mässling snarare ett bevis på att vaccin faktiskt hjälper. Världshälsoorganisationen (WHO) argumenterar att vaccin förhindrar 2-3 miljoner dödsfall varje år globalt sett.

### Det är inte vaccin utan bättre levnadsförhållanden och hygien som har lett till lägre dödstal
Ett vanligt argument emot vaccin är att det är bättre levnadsförhållanden och bättre hygien som har fått ner dödstalen i världen och att vaccin inte har något med det att göra. Förespråkare för vaccin argumenterar dock att statistik tydligt visar att exempelvis fall av mässlingen har gått starkt tillbaka sedan införandet av vaccinationen.

### Läkemedelsbolagen vill att så många som möjligt vaccinerar sig
Ett annat vanligt påstående mot vaccinationer är att läkemedelsbolagen inte går att lita på eftersom deras vinstintresse gör att de vill att så många som möjligt ska vaccinera sig. Ett argument för denna teori är att läkemedelsbolagen i USA faktiskt har spenderat väldigt mycket pengar i USA för att påverka lagstiftningen. Sedan 1986 kan läkemedelsbolagen i USA inte längre hållas ansvariga för eventuella problem eller fel som uppstår i samband med vaccinationen. Eventuella kostnader som uppstår i en rättsprocess betalas via en särskild skattefinansierad domstol. Det som talar emot teorin är dock att det än så länge inte finns någon allmän vaccinationsplikt i USA, även om många delstater har obligatorisk vaccinering.

## Källhänvisningar
1. ↑  ”WHO | Addressing Vaccine Hesitancy”. WHO. http://www.who.int/immunization/programmes_systems/vaccine_hesitancy/en/. Läst 17 februari 2019.
2. ↑  The Working Group, Report of the sage working group on vaccine Hesistancy 2014, sid. 7, länk: https://www.who.int/immunization/sage/meetings/2014/october/SAGE_working_group_revised_report_vaccine_hesitancy.pdf?ua=1
3. ↑  Brandenburg, Molly, Carter, Roy, E43: Vaccines Pt. 2. Controversy remains about what’s inside of them, who’s controlling them, and for what purpose?, 7 november 2018, tid: 04:40, länk: https://www.parcast.com/conspiracy/2018/11/7/e43-vaccines-pt-2 Arkiverad 6 mars 2019 hämtat från the Wayback Machine.
4. 1 2  ”Ten health issues WHO will tackle this year” (på engelska). www.who.int. https://www.who.int/emergencies/ten-threats-to-global-health-in-2019. Läst 18 februari 2019.
5. ↑  ”Minnesota health officials declare end to the measles outbreak that sickened 79” (på amerikansk engelska). Twin Cities. 25 augusti 2017. https://www.twincities.com/2017/08/25/minnesota-measles-outbreak-that-sickened-79-declared-over/. Läst 19 februari 2019.
6. 1 2 3  Sarah Boseley (21 december 2018). ”Measles cases at highest for 20 years in Europe, as anti-vaccine movement grows” (på brittisk engelska). The Guardian. ISSN 0261-3077. https://www.theguardian.com/world/2018/dec/21/measles-cases-at-highest-for-20-years-in-europe-as-anti-vaccine-movement-grows. Läst 17 februari 2019.
7. ↑  ”Falska nyheter försvårar arbetet med att utrota sjukdomar - Vetenskapsradion”. sverigesradio.se. (Sveriges Radio). https://sverigesradio.se/sida/artikel.aspx?programid=406&artikel=6863949. Läst 22 februari 2019.
8. 1 2 3 4  Newey, Sarah (23 oktober 2018). ”Young people are the most sceptical of vaccinations and many don't trust the flu jab” (på brittisk engelska). The Telegraph. ISSN 0307-1235. https://www.telegraph.co.uk/news/2018/10/23/young-people-sceptical-vaccinations-getting-worse/. Läst 16 februari 2019.
9. 1 2 3 4 5 6 7  Hansson, Markus. ”Europas kraftiga vaccinationsmotstånd - Vetandets värld”. Vetenskapsradion, Sveriges Radio. https://sverigesradio.se/sida/avsnitt/1011754?programid=412. Läst 19 februari 2019.
10. ↑  ”Measles makes alarming return to Europe and the Americas” (på engelska). Axios. https://www.axios.com/measles-makes-alarming-return-to-europe-and-the-americas-7523523c-7cc2-44ef-a35d-72079787d02e.html. Läst 19 februari 2019.
11. 1 2  Krona, Simon. ”Vad är grejen med vaccinationsmotstånd, egentligen?”. Metro. Arkiverad från originalet den 17 februari 2019. https://web.archive.org/web/20190217030418/https://www.metro.se/artikel/vad-%C3%A4r-grejen-med-vaccinationsmotst%C3%A5nd-egentligen. Läst 16 februari 2019.
12. 1 2 3  ”Vaccinationsmotstånd”. Vetenskap och Folkbildning. https://www.vof.se/skepdic/vaccinationsmotstand/. Läst 18 februari 2019.
13. ↑  Youcefi, Fouad (12 juli 2012). ”Läkare i Järna slår tillbaka mot kritiken”. https://www.svt.se/nyheter/inrikes/lakare-manniskor-maste-fa-valja-sjalva. Läst 19 februari 2019.
14. ↑  Per Follin, Mia Tjärnlund i Studio ett 13 mars 2017, länk: https://sverigesradio.se/sida/artikel.aspx?programid=1637&artikel=6650948
15. ↑  ”Studio Ett: Olyckligt att vaccinmotståndare framstod som expert”. www.expressen.se. https://www.expressen.se/kultur/vi-lyckades-inte-bemota-pastaendena/. Läst 18 februari 2019.
16. ↑  ”Vilseledande vaccininslag i Sveriges Radio - Medierna”. sverigesradio.se. (Sveriges Radio). https://sverigesradio.se/sida/artikel.aspx?programid=2795&artikel=6655659. Läst 19 februari 2019.
17. 1 2 3  Anders Tegnell i Studio ett 14 mars 2017, länk: https://sverigesradio.se/sida/artikel.aspx?programid=1637&artikel=6651905
18. ↑  Högt förtroende för mässlingsvaccin i Sverige enligt EU-rapport, länk: https://www.folkhalsomyndigheten.se/nyheter-och-press/nyhetsarkiv/2018/november/hogt-fortroende-for-masslingsvaccin-i-sverige-enligt-eu-rapport/, publicerad: 14 november 2018, hämtad: 17 februari 2019
19. 1 2  ”Vaccinationsmotståndet gror i hemliga Facebook-grupper och konspiratoriska sajter på nätet”. www.expressen.se. https://www.expressen.se/nyheter/sa-gror-motstandet-mot-vaccinationer/. Läst 16 februari 2019.
20. ↑  ”Lancet retracts 12-year-old article linking autism to MMR vaccines”. CMAJ - Canadian Medical Association Journal. 9 mars 2010. https://www.ncbi.nlm.nih.gov/pmc/articles/PMC2831678/. Läst 23 januari 2022.
21. ↑  Rao, T. S. Sathyanarayana; Andrade, Chittaranjan (2011). ”The MMR vaccine and autism: Sensation, refutation, retraction, and fraud”. Indian Journal of Psychiatry 53 (2):  sid. 95–96. doi:10.4103/0019-5545.82529. ISSN 0019-5545. PMID 21772639. PMC: 3136032. https://www.ncbi.nlm.nih.gov/pmc/articles/PMC3136032/. Läst 23 december 2019.
22. ↑  Mia Tjärnlund i Studio ett 13 mars 2017, länk: https://sverigesradio.se/sida/artikel.aspx?programid=1637&artikel=6650948
23. ↑  Brandenburg, Molly, Carter, Roy, Conspiracy Theories. E42: Vaccines (på engelska), 31 oktober 2018, tid: 14:40, länk: https://www.parcast.com/conspiracy/2018/10/31/e42-vaccines Arkiverad 6 mars 2019 hämtat från the Wayback Machine.
24. ↑  Hall, Gunilla von (17 november 2016). ”WHO om vaccinskandalen: Inga skäl frukta narkolepsi”. Svenska Dagbladet. ISSN 1101-2412. https://www.svd.se/who-om-vaccinskandalen-inga-skal-att-frukta-narkolepsi. Läst 24 februari 2019.
25. ↑  Helander, Ingrid. ”Inget stöd för att vaccin ger allergi”. https://www.lakemedelsvarlden.se/inget-stod-for-att-vaccin-ger-allergi-2/. Läst 19 februari 2019.
26. ↑  Brandenburg, Molly, Carter, Roy, E43: Vaccines Pt. 2. Controversy remains about what’s inside of them, who’s controlling them, and for what purpose?, 7 november 2018, tid: 06:15, länk: https://www.parcast.com/conspiracy/2018/11/7/e43-vaccines-pt-2 Arkiverad 6 mars 2019 hämtat från the Wayback Machine.
27. ↑  Brandenburg, Molly, Carter, Roy, E43: Vaccines Pt. 2. Controversy remains about what’s inside of them, who’s controlling them, and for what purpose?, 7 november 2018, tid: 35:00, länk: https://www.parcast.com/conspiracy/2018/11/7/e43-vaccines-pt-2 Arkiverad 6 mars 2019 hämtat från the Wayback Machine.)
28. ↑  Per Follin i Studio ett 13 mars 2017, länk: https://sverigesradio.se/sida/artikel.aspx?programid=1637&artikel=6650948
29. ↑  Brandenburg, Molly, Carter, Roy, E43: Vaccines Pt. 2. Controversy remains about what’s inside of them, who’s controlling them, and for what purpose?, 7 november 2018, tid: 24:15, länk: https://www.parcast.com/conspiracy/2018/11/7/e43-vaccines-pt-2 Arkiverad 6 mars 2019 hämtat från the Wayback Machine.